# Der philosophische Diskurs der Moderne
Der philosophische Diskurs der Moderne: Zwölf Vorlesungen ist ein Buch von Jürgen Habermas. Der erstmals 1985 bei Suhrkamp erschienene Band sammelt Vorlesungen, die Habermas in den Jahren 1983/1984 am Collège de France, sowie an der Cornell University und am Boston College hielt. Habermas ergänzte die Texte durch einen schon veröffentlichten Aufsatz und ein neu geschriebenes Schlusskapitel. In ihm geht es um die Aporie, die eine subjektzentrierte Vernunft bei der Begründung der Moderne erzeugt. Vor allem stellt er in den Vorlesungen diese Probleme dar, und vergebliche Bemühungen, insbesondere durch die von ihm so bezeichneten Nietzsche-Nachfolger, ihnen zu entkommen. Habermas beschränkt sich in Der philosophische Diskurs der Moderne vor allem auf die negative Kritik, während er sein Gegenmodell in der Theorie des kommunikativen Handelns darstellt.
Habermas geht der Frage nach, inwieweit die Moderne in der Lage ist, sich aus vernünftigen Gründen selbst zu begründen. Dazu ist es notwendig ein Prinzip zu finden, das der Moderne selbst innewohnt, das die Moderne als vernünftig erweist, das zudem dieselbe stabilisierende Wirkung auf die Gesellschaft hat wie in der Vormoderne die Religion. Auf dieser Basis geht es ihm um die Begründung einer europäischen Identität, die mit dem Europa der Verteidigungsminister und der Wettbewerbsfähigkeit bricht, und entschieden das Erbe der okzidentalen Rationalität in sich aufnimmt.
In den Vorlesungen schlägt Habermas einen Bogen von Hegel über die Linkshegelianer und Nietzsche bis hin zur Postmoderne. Mit Hegel begann die moderne Philosophie, sich ihrer selbst bewusst zu werden, und nach Antworten für das moderne Begründungsproblem zu suchen. Hegel konstruierte die "subjektzentrierte Vernunft" als Prinzip, um die drei genannten Bedingungen zu erfüllen. Diese allerdings besitzt eine Tendenz zur Verabsolutierung der Zweckrationalität und der jeweiligen erreichten Stufe der Reflexion. Es bedarf einer Dialektik der Aufklärung. Das Begründungsprinzip braucht es als vierte Bedingung, es muss eine Selbstkritik der Moderne erlauben. Versucht aber die subjektzentrierte Vernunft, sich selbst zu kritisieren, kritisiert sie auch den Vernunftbegriff an sich, und verstrickt sich in hoffnungslose Paradoxien.
Habermas untersucht verschiedene Denkmodelle, um mit diesen Paradoxien umzugehen. Neokonservative begrüßen die Lage und versuchen die kulturelle Moderne samt einiger Merkmale der Aufklärung (Demokratie, Gleichheit) zu verabschieden. Die Praxisphilosophie versucht der gesellschaftlichen Arbeit Priorität vor dem Einzelnen zuzusprechen, zeigt sich aber als Kind der subjektzentrierten Philosophie und bleibt in deren Widersprüchen verhaftet.
Die beiden anderen Ansätze haben nicht Hegel, sondern Nietzsche als Ursprung. In seiner Vernunftkritik verkürzte Nietzsche einerseits die Vernunft auf den Willen zur Macht. Andererseits hielt Nietzsche eine philosophische Vernunftkritik für möglich, indem es die Wurzeln des metaphysischen Denkens ausgräbt, ohne sich als Philosophie auszugeben. Dem zweiten Programm folgen dabei Martin Heidegger und Jacques Derrida. Diese können die Metaphysik nicht überwinden. Ihre Theorien führen zum Fatalismus und sie ebnen die Unterschiede zwischen Welterschließung und Problemlösung ein.
In den Kapiteln 9 und 10, einem zentralen Text der Foucault-Habermas-Debatte, beschäftigt er sich mit Michel Foucaults Entwurf einer Genealogie. Habermas charakterisiert sie als gelehrsam-positive Geschichtsschreibung, die als Anti-Wissenschaft auftritt. Aber auch Foucault könne nicht Macht kritisieren ohne sich in den Aporien seiner Selbstbezüglichkeit zu verfangen, worauf insbesondere der irritierende Grundbegriff der Macht in Foucaults Theorie hinführt. Habermas kritisiert mit Foucault die Normalisierungstendenzen der disziplinierten Gesellschaften, ebenso wie Wissenshierarchien innerhalb der Gesellschaft die Möglichkeiten des kritischen Denkens unterminieren. Anders als Foucault aber sieht Habermas diese Fehlentwicklungen nicht philosophisch begründet, sondern in bestimmten "Sozialpathologien" spätkapitalistischer Gesellschaften. Anders als Foucault sieht er den Humanismus nicht als Problem, sondern als notwendigen Maßstab, um die Dehumanisierung kritisieren zu können. Gleichzeitig verdächtigt er Foucault, ein verkappter Humanist zu sein, der nur danach strebe, ein einfacheres philosophisches Paradigma zu finden, in dem er die alten Menschenrechte reformulieren kann.
Abweichend von den vier genannten Strategien hält Habermas eine Selbstbegründung der Vernunft aus Hegelschen Prinzipien weiterhin für möglich. Dem liege aber keine subjektzentrierte, sondern eine kommunikative Vernunft zugrunde, die Habermas in der Theorie des kommunikativen Handelns darstellt.

## Ausgaben
- Jürgen Habermas: Der philosophische Diskurs der Moderne. Zwölf Vorlesungen. Suhrkamp, Frankfurt am Main 1985, ISBN 3-518-57722-0. PDF des Inhaltsverzeichnis